# Agapetes nutans
Agapetes nutans är en ljungväxtart som beskrevs av Stephen Troyte Dunn. Agapetes nutans ingår i släktet Agapetes och familjen ljungväxter. Inga underarter finns listade i Catalogue of Life.